# Islamiska erövringen av Persien

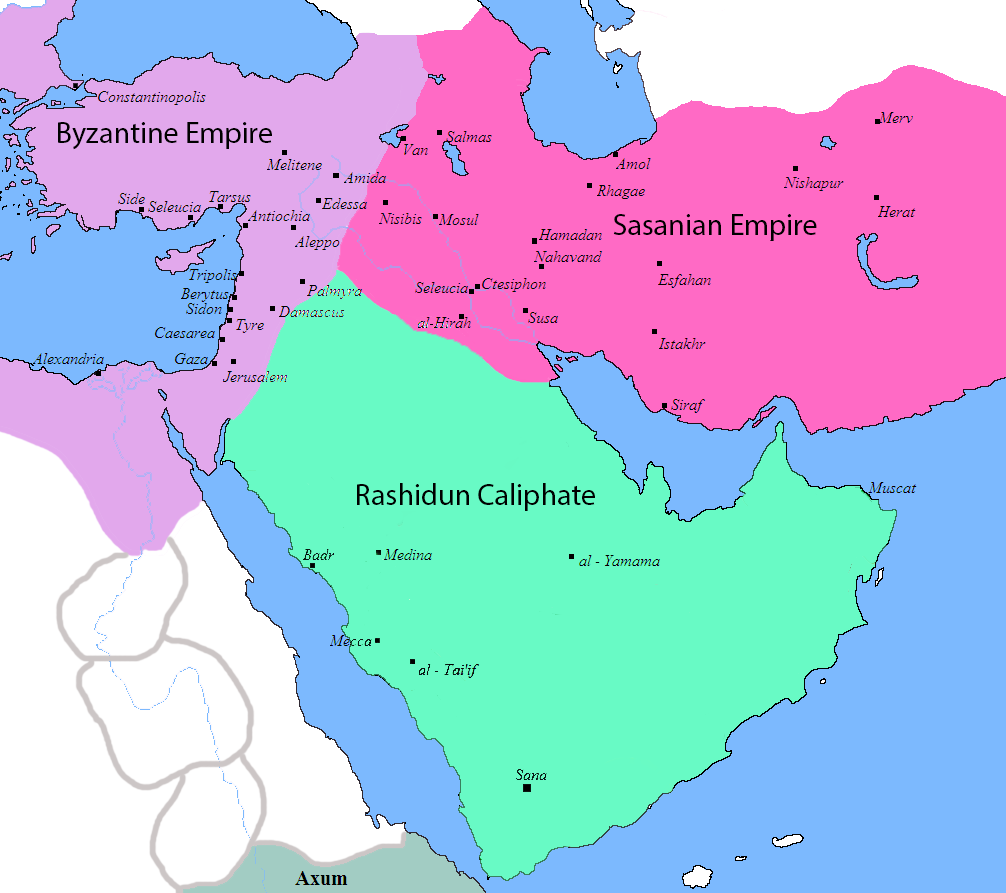
IslamicConquestsIroon

Den islamiska erövringen av Persien, även känd som den arabiska erövringen av Iran, syftar på det muslimska och arabiska Rashidunkalifatets erövring av sasanidernas Persien mellan 633 och 651, vilket var en del av den Islamiska expansionen. Den ledde till det sasanidiska rikets fall och den påföljande islamiseringen av Persien och övergång från zoroastrism till islam. 
Vid tiden för den arabiska invasionen var Persien en stormakt i förfall och befann sig i ett tillstånd av politisk, social, ekonomisk och militär svaghet. Riket  var försvagat från utsidan av decennier av krig med det Bysantinska riket, och från insidan av det sasanidiska inbördeskriget (628–632), då avsättningen av kung Khosrow II hade följts av tronstrider där tio olika monarker hade placerats på tronen under en period av fyra år. 
Riket attackerades först 633 av Khalid ibn al-Walid, som erövrade Mesopotamien (Irak). Denna provins återtogs dock. Den andra invasionen inleddes 636 under Sa'd ibn Abi Waqqas, och efter slaget vid al-Qadisiyyah förlorade Persien all mark väster om Zagrosbergen. Under den tredje invasionen under Umar ibn al-Khattab 642 invaderades själva Persien. År 651 hade i princip hela Persien, med undantag av Tabaristan och Transoxiana vid Kaspiska havet och Afghanistan, hamnat under arabisk kontroll. I praktiken fortsatte dock perserna länge till att göra uppror mot sina lokala arabiska guvernörer och deras garnisoner, vilket resulterade i hämndaktioner. 
Det islamiska styret innebar många incitament för perserna att övergå till islam. Araberna införde en skatt på alla icke muslimer; icke muslimer var enligt islam legitima att ta som slavar; icke muslimer missgynnades på många sätt av det arabiska styret, och under de många persiska upproren följde hämndaktioner med religiösa förtecken där zoroastriska helgedomar förstördes och präster dödades. Majoriteten övergick gradvis till islam, först överklassen och slutligen bönderna, och omkring år 1000 hade majoriteten av perserna blivit muslimer. Det kvarstod dock ett motstånd mot det arabiska överväldet i Persien, som bland annat yttrade sig i bevarandet av den persiska litteraturen och kulturen mot den arabiska, och på 800-talet upphörde det arabiska kalifatets välde och ersattes av en persisk (muslimsk) dynasti, saffariderna.